# Оліба (абат)
Оліба (кат. Oliba) (близько 971, Бесалу — 30 грудня 1046, Кунфлен) — граф Берг і Рипольєса (988-1003), абат монастирів Санта-Марія-де-Риполь і Сан-Мігель-де-Кюкса (кат. Sant Miquel de Cuixà) (1008-1046), єпископ Віка (1018-1046). Вважається одним з духовних засновників Каталонії і одним з найважливіших прелатів свого часу на Піренейському півострові.

## Біографія
Оліба походив із знатного каталонського роду (серданьська галузь Барселонської династії). Він відрікся від мирських володінь і став абатом монастиря Санта-Марія-де-Риполь. Після обраний єпископом міста Вік, Оліба багато писав і залишив після себе численні роботи про свій час. Найголовнішими, однак, є арабські рукописи, перекладені ним на латинську мову на благо всієї Європи.
Оліба сприяв розвитку руху «Світ і Боже Перемир'я» (лат. Pax Dei, Treuga Dei; нім. Gottesfrieden, фр. Paix de Dieu, кат. Pau i Treva de Déu), в 1022 і в 1027 роках відбулася угода і підписання цього договору з іншими єпископами та дворянами в Toulouges (Руссільйон) і де було сказано, що всі: дворяни, лицарі, селяни і ченці, погоджуються з введенням днів у році, в які ніхто не міг сваритися ні з ким і біженці могли сховатися в церквах і святих місцях, впевнені у захисті.
Оліба був настільки впливовий, що в 1023 король Санчо III Наварський радився з ним з доречність одруження своєї сестри Уракамі Гарсес з її троюрідним братом Альфонсо V (в результаті єпископ заперечив, але Санчо проігнорував це заперечення). Його листи показують, що Альфонсо і його наступник Бермуда III вважалися імператорами всієї Іспанії, в той час як король Наварський був просто монархом, хоча в кінцевому підсумку монархом Піренеїв.
Оліба заснував або реформував монастирі Монсеррат (1025), Флувія і т. д., і висвітлив або сприяв безлічі інших церков, таких як Монастирська базиліка Манреса. Саме він створив Асамблеї миру і перемир'я, прообраз майбутнього каталонського парламенту, щоб допомогти дворянам в управлінні. Він був близьким радником барселонського графа Беренгера Рамона I і реконструював собор міста Вік за підтримки його матері, графині Ермесенди Каркасонської. Новий собор був знову відкритий перед святом Петра і Павла 31 серпня 1038 року.
Оліба помер у своєму монастирі Сан-Мігель-де-Кюкса в 1046 році.

## Пам'ять
У 1973 році коледж Абат Оліби був створений як приватна філія Університету Барселони. У 2003 році уряд Каталонії схвалив перетворення коледжу в університет Abat Oliba CEU University. Ця назва вибрана для прославлення імені Оліби, «який тисячу років тому заклав основи Каталонії, що зароджується на основі римської та християнської культури».